# DR Update

Logo des DR Update - Fensters auf DR2 seit 4. März 2013

Logo bis 28. Februar 2013

DR Update (Danmarks Radio Update) war ein Nachrichtenkanal von Danmarks Radio.
Der Kanal startete am 7. Juni 2007. Über die Website von Danmarks Radio war DR Update wie seine Schwesterkanäle auch via Webstream zu empfangen. Zudem war innerhalb Dänemarks ein Empfang via Zattoo möglich. DR Update war zudem für die Nachrichtensendungen, die um 12:00 Uhr, 15:00 Uhr und 17:50 Uhr auf DR1 ausgestrahlt werden, zuständig. Die Redaktion wird DR1 auch über den 4. März 2013 hinaus beliefern. Am 4. März 2013 wurde DR Update als eigenständiger TV-Kanal geschlossen. Um Punkt Mitternacht, hat DR Ultra die Frequenzen von DR Update übernommen und diesen auf allen Verbreitungswegen ersetzt. Die Inhalte von DR Update fließen größtenteils in das neue DR2 ein, welches damit eine größere Bedeutung bekommt.

## Empfang in Deutschland
Der Kanal war bis zu seiner Einstellung am 4. März 2013 per DVB-T in weiten Teilen von Schleswig-Holstein empfangbar (nördlich des Nord-Ostsee-Kanals mit Zimmerantenne; südlich des Nord-Ostsee-Kanals mit Dachantenne und erhöhtem Aufwand).